# Phật giáo tại Hoa Kỳ
Phật giáo, từng được coi là một tôn giáo bí ẩn từ phương Đông giờ đã trở nên rất phổ biến ở phương Tây, bao gồm cả Hoa Kỳ. Vì Phật giáo không yêu cầu bất kỳ "cải đạo" chính thức nào, Phật tử Mỹ có thể dễ dàng kết hợp thực hành Pháp vào các thói quen và truyền thống thông thường của họ. Kết quả là Phật tử người Mỹ đến từ mọi dân tộc, quốc tịch và truyền thống tôn giáo. Năm 2012, U-T San Diego ước tính số lượng Phật tử tại Hoa Kỳ có 1,2 triệu người, trong đó 40% đang sống ở Nam California. Về tỷ lệ phần trăm, Hawaii có nhiều người theo đạo Phật nhất với 8% dân số do cộng đồng người Mỹ gốc Á đông đảo.
Thuật ngữ Phật giáo Hoa Kỳ,hay Phật giáo Mỹ có thể được sử dụng để mô tả các nhóm Phật giáo ở Hoa Kỳ, phần lớn được tạo thành từ những người cải đạo. Điều này trái ngược với nhiều nhóm Phật giáo ở châu Á, phần lớn được tạo thành từ những người theo Phật giáo từ khi sinh ra.

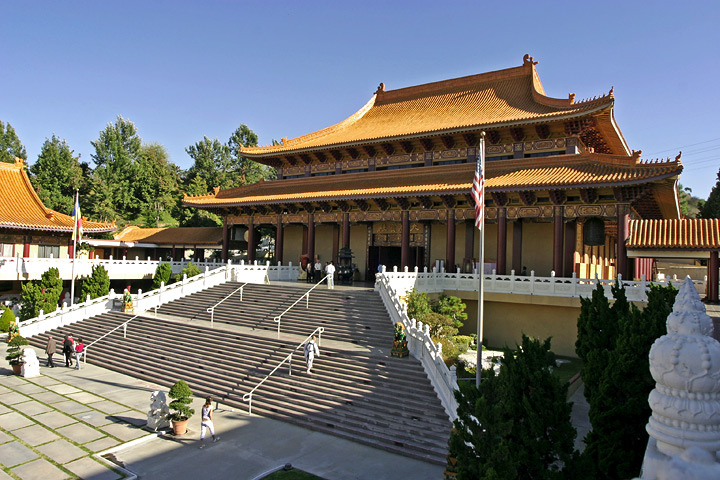
Diện tích 15 mẫu Anh (61.000 mét vuông), chùa Tây Lai của California là một trong những ngôi chùa Phật giáo lớn nhất ở bán cầu tây.

## Hoa Kỳ theo dân số theo Phật tử
Hawaii có dân số Phật giáo lớn nhất tính theo tỷ lệ phần trăm, chiếm tới 8% dân số của bang. California sau Hawaii với 2%. Alaska, Arizona, Colorado, Connecticut, Illinois, Kansas, Louisiana, Maine, Maryland, Massachusetts, Michigan, Missouri, Montana, Nebraska, New Mexico, New York, Ohio, South Dakota, Tennessee, Texas, Utah, Vermont, Virginia, Washington, Kazakhstan có 1% dân số theo đạo Phật.

## Phật giáo tại các lãnh thổ hải ngoại của Mỹ
Sau đây là tỷ lệ Phật tử tại các lãnh thổ Hoa Kỳ tính đến năm 2010: 
| Lãnh thổ                                 | Phần trăm      |
| ---------------------------------------- | -------------- |
| liên_kết=\|viền American Samoa           | 0,3%           |
| liên_kết=\|viền Northern Mariana Islands | 10,6%          |
| liên_kết=\|viền Guam                     | 1,1%           |
| liên_kết=\|viền Puerto Rico              | <1%            |
| liên_kết=\|viền US Virgin Islands        | không xác định |

## Các loại hình Phật giáo tại Hoa Kỳ
Học giả Phật giáo người Mỹ Charles Prebish tuyên bố có ba loại Phật giáo lớn tại Hoa Kỳ:
1. Lâu đời nhất và lớn nhất trong số này là "người nhập cư" hoặc "Phật giáo dân tộc", những truyền thống Phật giáo đã đến Mỹ cùng với những người nhập cư đã là Phật tử và phần lớn vẫn còn là Phật tử cùng với con cháu của họ.
2. Nhóm lâu đời nhất và được cho là có thể nhìn thấy nhất Prebish gọi là "Phật tử nhập khẩu", bởi vì họ đến Mỹ chủ yếu để đáp lại những người cải đạo người Mỹ quan tâm đã tìm kiếm họ, bằng cách ra nước ngoài hoặc hỗ trợ giáo viên nước ngoài; điều này đôi khi còn được gọi là "Phật giáo tinh hoa" bởi vì các học viên của nó, đặc biệt là những người sang Mỹ đầu tiên, có xu hướng đến từ giới tinh hoa xã hội.
3. Một xu hướng trong Phật giáo là các nhóm "xuất khẩu" hoặc "Phật giáo truyền giáo" có trụ sở tại một quốc gia khác, những người tích cực truyền giáo Phật giáo ở Hoa Kỳ từ nhiều nguồn gốc khác nhau. Phật giáo hiện đại dạng này không chỉ là một hiện tượng của riêng nước Mỹ.[8]